# Automolis rosacea
Automolis rosacea là một loài bướm đêm thuộc phân họ Arctiinae, họ Erebidae.